# Waldenburg (district)
Het district Waldenburg is een bestuurlijke eenheid in het kanton Basel-Landschaft met als hoofdplaats Waldenburg. Het district heeft 15.560 inwoners (eind 2004).
| Wapenschild | Gemeentenaam | Inwoners (Dec 2005) | Oppervlakte (km²) |
| ----------- | ------------ | ------------------- | ----------------- |
| Arboldswil  | Arboldswil   | 517                 | 3,48              |
| Bennwil     | Bennwil      | 625                 | 6,51              |
| Bretzwil    | Bretzwil     | 761                 | 7,33              |
| Diegten     | Diegten      | 1513                | 9,64              |
| Eptingen    | Eptingen     | 549                 | 11,19             |
| Hölstein    | Hölstein     | 2277                | 6,02              |
| Lampenberg  | Lampenberg   | 497                 | 4,00              |
| Langenbruck | Langenbruck  | 1010                | 15,69             |
| Lauwil      | Lauwil       | 321                 | 7,27              |
| Liedertswil | Liedertswil  | 153                 | 1,94              |
| Niederdorf  | Niederdorf   | 1778                | 4,41              |
| Oberdorf    | Oberdorf     | 2328                | 6,19              |
| Reigoldswil | Reigoldswil  | 1525                | 9,25              |
| Titterten   | Titterten    | 412                 | 3,71              |
| Waldenburg  | Waldenburg   | 1301                | 8,30              |
|             | Totaal (15)  | 15.567              | 104,93            |

Arlesheim · Laufen · Liestal · Sissach · Waldenburg